# Fred Renkewitz
Fred Renkewitz (* 6. Dezember 1888 in Newcastle upon Tyne; † 1971 in Montreux) war ein schweizerisch-britischer Sportfunktionär und Pionier des internationalen Rollsports. Er war Mitbegründer des Montreux Hockey Clubs und langjähriger Präsident der Fédération Internationale de Patinage à Roulettes (FIPR), des späteren Weltverbands des Rollsports. Renkewitz spielte eine zentrale Rolle bei der internationalen Ausbreitung des Rollhockeys und trug wesentlich zur Institutionalisierung des Sports im 20. Jahrhundert bei.

## Leben und Wirken
Fred Renkewitz wurde am 6. Dezember 1888 im nordenglischen Newcastle upon Tyne geboren. Sein Vater, der aus Deutschland stammende Maler Theodor Renkewitz, hatte sich bereits 1862 in Montreux niedergelassen, wo Fred Renkewitz aufwuchs. Bereits in seiner Jugend kam er dort mit dem damals neuartigen Rollschuhsport in Kontakt, der durch britische Touristen in der Region bekannt gemacht wurde.
Im Jahr 1911 war Renkewitz massgeblich an der Gründung des Montreux Hockey Clubs beteiligt, der zu den ersten Rollhockeyvereinen der Schweiz gehörte. Durch sein organisatorisches Talent und seine internationalen Kontakte initiierte er 1921 gemeinsam mit Otto Mayer das erste internationale Osterturnier in Montreux, den Vorläufer der späteren Coupe des Nations.
Am 21. April 1924 versammelte Renkewitz im Kursaal von Montreux Vertreter aus vier Ländern (Schweiz, Frankreich, Grossbritannien und Deutschland), um die Fédération Internationale de Patinage à Roulettes (FIPR) zu gründen – den ersten Weltverband für den Rollsport. Er wurde zum Gründungspräsidenten gewählt und führte die Organisation bis zu seinem Rücktritt im Jahr 1960. Unter seiner Leitung wurde der Verband international ausgebaut und um die Disziplinen Rollkunstlauf und Rollschnelllauf erweitert. Während seiner Amtszeit wurde auch die erste Rollhockey-Weltmeisterschaft 1936 in Stuttgart organisiert. Als ehemaliger Mitspieler und enger Weggefährte von Otto Mayer, dem IOC-Kanzler, war er im internationalen Sport gut vernetzt.
Nach dem Zweiten Weltkrieg engagierte sich Renkewitz erneut für den Wiederaufbau des internationalen Spielbetriebs. Beim FIPR-Kongress 1946 in Montreux traten zahlreiche neue Mitgliedsländer bei, darunter Spanien, Südafrika und die Vereinigten Staaten. Seine diplomatischen Fähigkeiten trugen dazu bei, den Rollsport weltweit zu etablieren.
Nach seinem Rücktritt im Jahr 1960 wurde der Katalane Victorià Oliveras de la Riva zu seinem Nachfolger gewählt. Das weitere Leben von Fred Renkewitz ist nur lückenhaft dokumentiert; es wird angenommen, dass er in Montreux verstarb.

### Auszeichnungen
Für sein Engagement wurde Renkewitz mehrfach ausgezeichnet. So wurde ihm 1938 in Italien ein faschistischer Staatspreis im Bereich Rollspeedskating verliehen – eine Auszeichnung für organisatorische Verdienste bei internationalen Wettkämpfen. 1956 hatte er die Ehre, die «flamme du soldat inconnu» (Symbol für alle Opfer, die im Krieg gefallen sind) am Arc de Triomphe anzuzünden. Renkewitz gilt als einer der bedeutendsten Förderer des Rollsports im 20. Jahrhundert. In Montreux wurde zu seinen Ehren der Fred-Renkewitz-Cup gestiftet, der bei internationalen Rollhockeyturnieren verliehen wurde.

## Vermächtnis
Renkewitz wird in der internationalen Rollersportszene als Pionier angesehen. Unter seiner Präsidentschaft entwickelte sich der Verband FIPR zu einer global anerkannten Institution, die später in Fédération Internationale de Roller Sports (FIRS) und schliesslich in World Skate umbenannt wurde. Die Grundstrukturen, die er etablierte, prägen den internationalen Rollsport bis heute.